# Piz Campagnung
Le piz Campagnung, toponyme romanche signifiant littéralement en français « pic du Champ »[réf. souhaitée], est un sommet de Suisse situé dans les Alpes, dans la chaîne de l'Albula, dans le Sud du canton des Grisons. Il se trouve sur la ligne de crête entre le piz d'Agnel au nord et le piz Neir au sud-ouest. Il domine le col de Leget à 2 715 mètres d'altitude et son petit lac situés à ses pieds au sud.

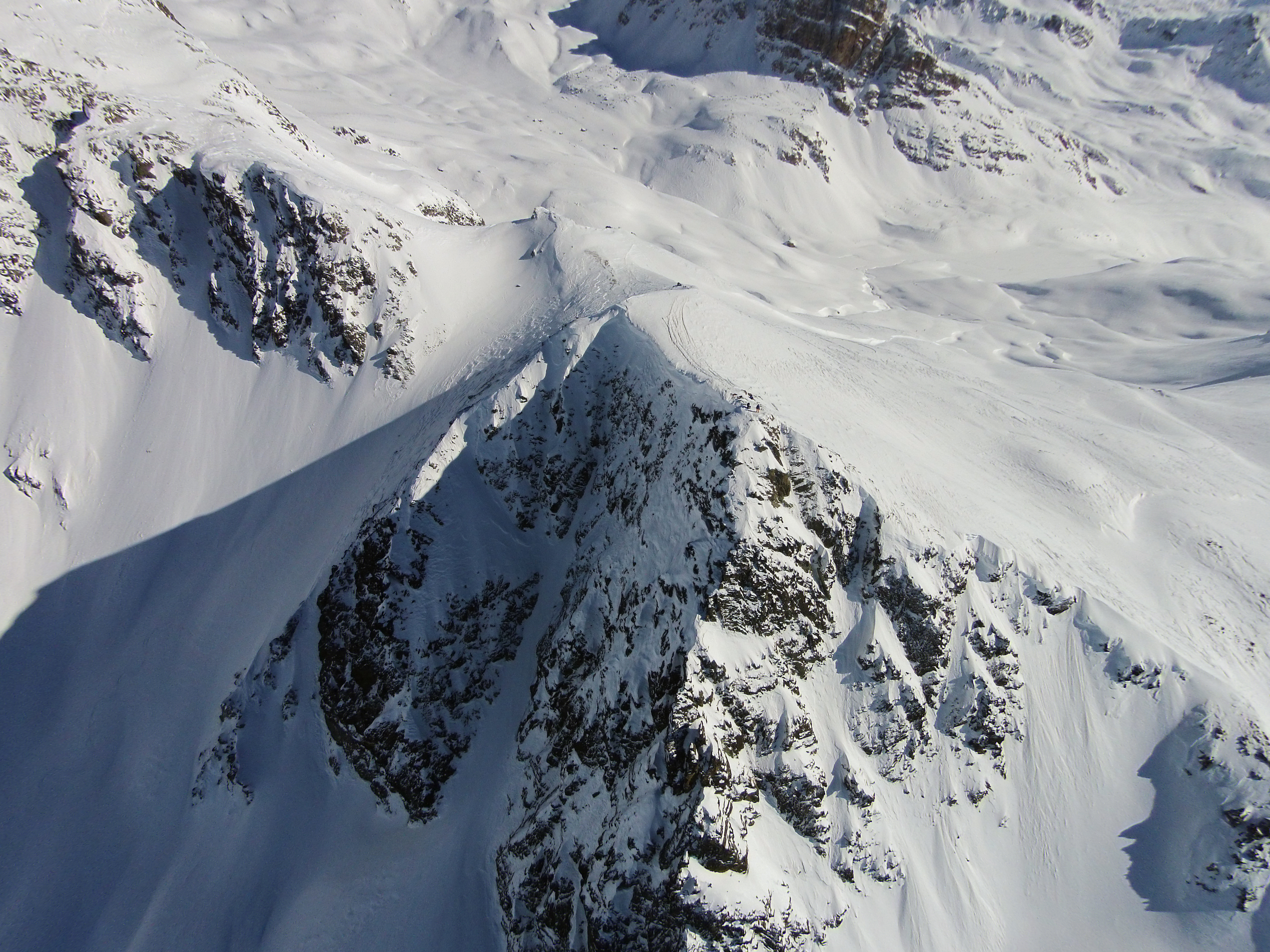
Vue aérienne du piz Campagnung depuis l'ouest.